# 刘店集乡
刘店集乡，是中华人民共和国河南省商丘市夏邑县下辖的一个乡镇级行政单位。

## 行政区划
刘店集乡下辖以下地区：
刘店村、刘双楼村、大李庄村、张杨庄村、核桃元村、新刘楼村、欧楼村、肖庄村、胡庄村、顾楼村、王各村、彭庄村、洪庄村、杨庙村、吴庄村、葛楼村、三里村、郭李集村、何庄村、吴楼村、徐马庄村、太庙村、伊庄村、孔祠村、贾庄村和陆庙村。